# Jagmanpur
Jagmanpur o Jagamanpur fou un estat tributari protegit del tipus zamindari, a l'Índia, al Bundelkhand, districte de Jalaun, regit per rajputs sengars, originats a Sagar i Jabalpur a l'actual Madhya Pradesh i estesos per altres llocs; el raja de Jagmanpur era el cap hereditari de tots els rajputs sengar. La fortalesa de Jagmanpur fou construïda per Jagman Shah Judeo el 1593. Al segle XIX governava Rup Shah Juedo al que va succeir el seu fill raja Lokendra Shah Judeo, succeït al seu torn pel seu fill Virendra Shah Judeo que fou el darrer raja amb autoritat; després de 1960 el va succeir el seu fill Rajendra Shah Judeo.